# NADPH oxidază
NADPH oxidaza (EC 1.6.3.1, nicotin adenin dinucleotid fosfat oxidaza) este un complex enzimatic aflat în membrana celulară, cât și în membrana fagozomilor. Izoformele componentelor catalitice din complex la om includ NOX1, NOX2, NOX3, NOX4, NOX5, DUOX1 și DUOX2.

## Reacție

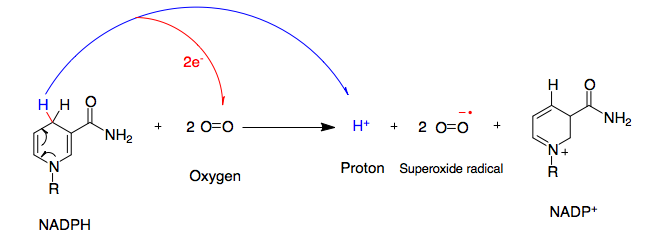
Reacția de formare a anionului superoxid din NADPH

NADPH oxidaza catalizează producerea de anion superoxid prin transferul de electron la oxigen de la NADPH:
{\displaystyle {\ce {NADPH + 2O2 <-> NADP+ + 2(O2)- + H+}}}